# Dushu
Dushu (chino simplificado: 读书; pinyin: Dúshū; español: Lectura, Interpretaciones, o Material de Lectura; inglés: Readings) es una publicación mensual china, publicada en Pekín desde 1979. A lo largo de toda su historia, ha tenido un papel importante para determinar los temas de discusión y debate entre intelectuales chinos; se ha llamado, en sola una formulación de una opinión común, "la revista intelectual más influyente en China." Originalmente con un foco de atención sobre la literatura y las humanidades, al final de los años 1990 expandió su foco también a las ciencias sociales y naturales. A partir de 2000, tuvo una tirada entre 100,000 y 120,000. A partir de 2009, el precio de un número fue 8 yuan.